# Eudo de la Zouche
Eudo de la Zouche (auch Eon de la Zouche; † 1279) war ein englischer Adliger. 
Er entstammte der Familie Zouche und begründete den in Northamptonshire lebenden Zweig der Familie. Sein Großvater Alan de la Zouche war im 12. Jahrhundert aus der Bretagne nach England gekommen. Während sein älterer Bruder Alan de la Zouche († 1270) die Besitzungen seines 1238 verstorbenen Vaters Roger erbte, trat Eudo als jüngerer Sohn in die Dienste von König Heinrich III. 1254 gehörte er zum Gefolge, das Königin Eleanore in die Gascogne begleitete, wo sie ihren Ehemann König Heinrich III. traf. Ende der 1250er Jahre gehörte Eudo zum Gefolge des Thronfolgers Eduard. Während des Kriegs gegen den walisischen Fürsten Llywelyn ap Gruffydd und während des Zweiten Kriegs der Barone wurde er 1262 mit der Verteidigung der Burgen von Eduard in Cheshire beauftragt. Während des Zweiten Kriegs der Barone  blieb er vermutlich loyal auf der Seite des Königs. 1268 heiratete er Millicent († 1299), die Witwe von John de Montalt und Tochter von William de Cantilupe und von Eva de Briouze. Sie wurde 1273 Miterbin ihres kinderlos gestorbenen Bruders George de Cantilupe und erbte verstreuten Besitz in Irland sowie mehrere Güter in Südwestengland und den Midlands, darunter Harringworth in Northamptonshire. Aus seiner Ehe hatte Eudo drei Töchter und mindestens zwei Söhne, darunter:
- William Zouche, 1. Baron Zouche of Haryngworth (um 1277–1352)
- Eva la Zouche († 6. Dezember 1314) ⚭ Maurice de Berkeley, 2. Baron Berkeley
- Elizabeth la Zouche ⚭ Nicholas Poyntz, 2. Baron Poyntz

Sein Erbe wurde sein Sohn William Zouche.